# José Cayetano Juliá
Juliá  Cegarra est un nom espagnol. Le premier nom de famille, en général paternel, est Juliá ; le second, en général maternel, souvent omis, est Cegarra.
José Cayetano Juliá Cegarra (né le 1er juillet 1979 à Cieza) est un coureur cycliste espagnol. Professionnel de 2002 à 2006, il a notamment remporté une étape du Tour d'Espagne 2004.

## Palmarès
- 2001
  - Tour de Malaga :
    - Classement général
    - 1re étape

  - Trophée Guerrita

- 2004
  - 3e étape du Tour du Portugal
  - 16e étape du Tour d'Espagne

## Résultats sur les grands tours

### Tour d'Espagne
1 participation
- 2004 : 100e, vainqueur de la 16e étape

### Tour d'Italie
2 participations
- 2002 : 88e
- 2006 : 118e